# イタリア系アルゼンチン人
イタリア系アルゼンチン人（スペイン語、イタリア語:italo-argentino）は、先祖にイタリア出身者をもつ、アルゼンチン国籍の人々。2500万人のアルゼンチン人がイタリア人の子孫としての何らかの要件を満たしていると考えられている。

## 概要
イタリア人の移住は1870年代に大量にはじまり、それは1960年代まで続いた。
イタリア人居住地はスペイン人居住地とともに今日ではアルゼンチン社会のバックボーンを形成している。アルゼンチンの文化はイタリアの文化と重要なかかわりを持っており、言語や習慣や伝統においてもかかわりがある。

## 著名人

### スポーツ
- ロベルト・アボンダンシェリ
- フリオ・アルカ
- マヌ・ジノビリ
- ファブリシオ・オベルト
- ライムンド・オルシ
- クラウディオ・カニーヒア
- マウロ・カモラネージ
- フロレンティーノ・アメギノ
- エセキエル・アレホ・カルボーニ
- アグスティン・カレリ
- マウリシオ・ポチェッティーノ
- ウーゴ・カンパニャーロ
- ロベルト・ボナーノ
- ディエゴ・ミリート
- ガブリエル・ミリート
- リオネル・メッシ
- ニコラス・メディーナ
- ルイス・モンティ
- エセキエル・ラベッシ
- オスカル・ルジェリ
- ニコリノ・ローチェ
- アントニオ・ロッカ
- オスカー・ボナベナ
- ハビエル・マスチェラーノ
- パブロ・マストローニ
- ガストン・マッツァカーネ
- ファブリシオ・コロッチーニ
- ハビエル・サネッティ
- ガブリエラ・サバティーニ
- マウロ・サラテ
- オマール・シボリ
- ディエゴ・シメオネ
- リオネル・スカローニ
- フランコ・スクリーニ
- ロベルト・センシーニ
- パブロ・プリジオーニ
- ニコラス・ブルディッソ
- フェルナンド・ダニエル・ベルスキ
- ゴンサロ・ベルヘッシオ
- ギジェルモ・バロスケロット
- グスタボ・バロスケロット
- カルロス・デルフィーノ
- パウラ・パレト
- フアン・マルティン・デル・ポトロ
- ニコラス・ナバーロ
- アンドレス・ノシオーニ
- ダニエル・パサレラ
- アルフィオ・バシーレ
- ペドロ・パスクリ
- ハビエル・パストーレ
- セバスティアン・バタグリア
- アルバノ・ビサーリ
- フェデリコ・ファシオ
- クリスティアン・ファビアーニ
- ファン・マヌエル・ファンジオ
- アンドレス・ダレッサンドロ
- アンヘル・ディ・マリア
- ファクンド・カンパッソ
- ニコラス・ラプロビットラ
- ニコラス・ブルッシーノ
- パトリシオ・ガリーノ
- マウロ・イカルディ

### 芸術関係
- アストル・ピアソラ
- レオノール・フィニ
- ペドロ・マフィア
- カルロス・ディサルリ
- フランコ・ディ・サント
- キリーノ・クリスティアーニ
- ミア・マエストロ
- フリオ・デ・カロ
- レオノール・フィニ
- フアン・デ・ディオス・フィリベルト
- ロベルト・フィルポ
- ルーチョ・フォンタナ

### その他
- レオポルド・ガルチェリ
- レオナルド・スバラグリア
- トニー・スライディーニ
- マクシマ・ソレギエタ
- フアン・ペロン
- フランシスコ (ローマ教皇)